# Episodi di You (prima stagione)
La prima stagione della serie televisiva You, composta da dieci episodi, è stata trasmessa negli Stati Uniti sulla rete via cavo Lifetime dal 9 settembre 2018 all'11 novembre 2018.
In Italia, la stagione è stata interamente pubblicata su Netflix il 26 dicembre 2018.
Il cast principale di questa stagione è composto da: Penn Badgley, Elizabeth Lail, Luca Padovan, Zach Cherry, Shay Mitchell.
| nº | Titolo originale              | Titolo italiano                   | Prima TV USA      | Pubblicazione Italia |
| -- | ----------------------------- | --------------------------------- | ----------------- | -------------------- |
| 1  | Pilot                         | Pilot                             | 9 settembre 2018  | 26 dicembre 2018     |
| 2  | The Last Nice Guy in New York | L'ultimo tipo gentile di New York | 16 settembre 2018 | 26 dicembre 2018     |
| 3  | Maybe                         | Forse                             | 23 settembre 2018 | 26 dicembre 2018     |
| 4  | The Captain                   | Il capitano                       | 30 settembre 2018 | 26 dicembre 2018     |
| 5  | Living with the Enemy         | Vivere col nemico                 | 7 ottobre 2018    | 26 dicembre 2018     |
| 6  | Amour Fou                     | Amour fou                         | 14 ottobre 2018   | 26 dicembre 2018     |
| 7  | Everythingship                | Bella torta                       | 21 ottobre 2018   | 26 dicembre 2018     |
| 8  | You Got Me, Babe              | Sono tuo, baby                    | 28 ottobre 2018   | 26 dicembre 2018     |
| 9  | Candace                       | Candace                           | 4 novembre 2018   | 26 dicembre 2018     |
| 10 | Bluebeard's Castle            | Il castello di Barbablu           | 11 novembre 2018  | 26 dicembre 2018     |

## Pilot
- Titolo originale: Pilot
- Diretto da: Lee Toland Krieger
- Scritto da: Greg Berlanti e Sera Gamble

### Trama
Joe Goldberg, gestore di una libreria, incontra l'aspirante scrittrice Guinevere Beck, restandone interessato; dopo una breve ricerca su Internet, inizia a seguirla, monitorare le sue interazioni sociali e persino entra nel suo appartamento mentre è assente. Durante uno dei pedinamenti, Joe salva la ragazza dopo che questa, ubriaca, è caduta sui binari della metropolitana venendo quasi investita, poi la riporta a casa rubandole di nascosto il telefono così da avere accesso a tutte le sue azioni tecnologiche grazie alla sincronizzazione automatica con quello nuovo. Beck, successivamente, si ferma in libreria per ringraziarlo del salvataggio e gli chiede di uscire. Subito dopo Joe attira con uno stratagemma Benji, il fidanzato sbruffone e sbandato di Beck, nello scantinato della sua libreria, per poi colpirlo alla testa con un martello e chiuderlo in una cella di plexiglas.
- Guest star: Nicole Kang (Lynn), Kathryn Gallagher (Annika), Mark Blum (Ivan Mooney), Daniel Cosgrove (Ron), Victoria Cartagena (Claudia), Reg Rogers (professore Paul Leahy) e Lou Taylor Pucci (Ben "Benji" Ashby).
- Ascolti USA: telespettatori 824 000 – rating 18-49 anni 0,2%[3]

## L'ultimo tipo gentile di New York
- Titolo originale: The Last Nice Guy in New York
- Diretto da: Lee Toland Krieger
- Scritto da: Sera Gamble

### Trama
Joe non è sicuro di cosa fare con Benji, il quale soffre di una grave forma di tossicodipendenza e prega per essere liberato. Peach, ricca amica di Beck, sembra provare dei sospetti e diffidenza verso Joe; nel frattempo, quando Beck rifiuta i flirt del suo professore, quest'ultimo minaccia di privarla del lavoro e alloggio. La donna allora risponde, minacciandolo a sua volta di denunciarlo per le molestie sessuali contro lei e altre sei donne. Dopo aver ottenuto un certo video da Benji, Joe lo uccide somministrandogli caffè mischiato con olio di arachidi, a cui è allergico.
- Guest star: Nicole Kang (Lynn), Kathryn Gallagher (Annika), Mark Blum (Ivan Mooney), Reg Rogers (professore Paul Leahy) e Lou Taylor Pucci (Ben "Benji" Ashby).
- Ascolti USA: telespettatori 768 000 – rating 18-49 anni 0,2%[4]

## Forse
- Titolo originale: Maybe
- Diretto da: Marcos Siega
- Scritto da: April Blair

### Trama
Joe pianifica su come sbarazzarsi del corpo di Benji, mentre Beck si sente intimidita da Blythe, una studentessa laureata rivale. Dopo aver scoperto che Beck sta facendo sesso con altri uomini per superare la rottura con Benji, Joe cerca di convincerla che è "l'unico" per lei; successivamente scopre che la donna si è confidata con i suoi amici dicendo loro di essere ancora insicura nei suoi confronti. Beck si apre a Joe riguardo a suo padre tossicodipendente ma il loro tentativo di avere un rapporto è interrotto da Peach, che deve essere portata in ospedale a causa di un disturbo cronico. Joe viene quasi sorpreso da un gruppo di escursionisti mentre brucia il cadavere di Benji nei boschi durante una telefonata con Beck che lo invita nel suo appartamento dove fanno sesso, sebbene Joe abbia un'eiaculazione precoce.
- Guest star: Nicole Kang (Lynn), Kathryn Gallagher (Annika), Daniel Cosgrove (Ron), Hari Nef (Blythe), Christine Toy Johnson (Allison Mott) e Lou Taylor Pucci (Ben "Benji" Ashby).
- Ascolti USA: telespettatori 574 000 – rating 18-49 anni 0,2%[5]

## Il capitano
- Titolo originale: The Captain
- Diretto da: Vic Mahoney
- Scritto da: Michael Foley

### Trama
Beck invia di nascosto alle sue amiche dei messaggi riguardo al suo deludente rapporto con Joe, il quale li vede tramite il vecchio telefono della donna. Continuando a monitorare i suoi messaggi, Joe vede che Beck ha in programma di passare il fine settimana con un uomo più anziano che lei chiama "il Capitano", mentendo di ciò ai suoi amici. Ingelosito, Joe la segue ad un festival di Charles Dickens a Nyack e scopre che l'uomo è il padre di Beck, Edward, sebbene in precedenza avesse affermato che fosse morto. Nel frattempo, Peach scopre che anche Joe è andato a Nyack e lo costringe a rivelarsi a Beck. Insieme, i due vanno a pranzo con Edward e la sua nuova famiglia, ma Beck finisce per perdere le staffe con Nancy, la sua nuova matrigna critica e disapprovante nei suoi confronti. La donna spiega a Joe che suo padre lasciò la famiglia in seguito a un'overdose di droga e, sebbene pare abbia superato la dipendenza, lei lo ha tenuto a distanza. Joe e Beck hanno nuovamente un rapporto, stavolta soddisfacendo Beck.
- Guest star: Michael Park (Edward Beck), Emily Bergl (Nancy Whitesell), Nicole Kang (Lynn) e Kathryn Gallagher (Annika).
- Ascolti USA: telespettatori 556 000 – rating 18-49 anni 0,2%[6]

## Vivere col nemico
- Titolo originale: Living with the Enemy
- Diretto da: Marta Cunningham
- Scritto da: Neil Reynolds

### Trama
Peach continua a diffidare di Joe, il quale cerca a sua volta un modo per neutralizzarla. La donna cerca di ingraziarsi Beck presentandole un famoso agente letterario, ma quest'ultimo le rivela tutte le cose negative che Peach gli ha detto su lei, facendola infuriare con l'amica. Joe prevede il successivo falso tentativo di suicidio di Peach e, accedendo al suo laptop, capisce che anche lei è infatuata di Beck. Sapendo che, tramite le sue finte crisi e tentativi di uccidersi, Peach conquisterà sempre le attenzioni di Beck, Joe la segue durante una sua corsa mattutina a Central Park e la colpisce violentemente in testa con un masso. Tornato a casa, Joe scopre che il suo giovane vicino Paco ha drogato Ron, poliziotto compagno violento della madre, facendolo finire accidentalmente in overdose; Joe lo salva ma Ron, fraintendendo la sua azione, lo picchia. Joe scopre che Peach è sopravvissuta al suo assalto ed è in ospedale.
- Guest star: Nicole Kang (Lynn), Kathryn Gallagher (Annika), Daniel Cosgrove (Ron), Victoria Cartagena (Claudia) e Christine Toy Johnson (Allison Mott).
- Ascolti USA: telespettatori 570 000 – rating 18-49 anni 0,2%[7]

## Amour fou
- Titolo originale: Amour Fou
- Diretto da: Marcos Siega
- Scritto da: Adria Lang

### Trama
Peach si sta riprendendo stando a casa di Beck e allontana Joe. Quest'ultimo cerca allora di spiegarle che Peach è innamorata di lei e sta cercando di renderla dipendente da lei; successivamente, Joe segue segretamente Beck quando viene portata da Peach nella tenuta della famiglia Salinger a Greenwich ma, dopo un incidente in auto, riceve un colpo alla testa e inizia ad avere allucinazioni sulla sua ex ragazza Candace. Peach invita anche il vecchio amico di Beck, Raj, facendo ingerire a tutti MDMA e proponendo poi di avere un rapporto a tre, ma Beck rifiuta e lascia la stanza per mandare messaggi a Joe. La mattina dopo, l'uomo sgattaiola nella casa e urina in un barattolo che lascia su uno scaffale, mentre Beck affronta Peach riguardo al bacio che si sono scambiate e se ne va. Peach sorprende Joe e lo minaccia con una pistola, accusandolo di averla perseguitata, al che Joe le rivela tutto ciò che sa di lei. Riesce a disarmarla e i due si contendono l'arma, finché Peach non viene uccisa; dopodiché, Joe lascia sul suo computer una finta lettera di suicidio, portando la polizia a credere che la donna si sia tolta la vita.
- Guest star: Nicole Kang (Lynn), Kathryn Gallagher (Annika), Ambyr Childers (Candace), Victoria Cartagena (Claudia) e Michael Maize (agente Nico).
- Ascolti USA: telespettatori 711 000 – rating 18-49 anni 0,3%[8]

## Bella torta
- Titolo originale: Everythingship
- Diretto da: Kellie Cyrus
- Scritto da: April Blair e Amanda Zetterström

### Trama
Joe ottiene un appuntamento con il terapista di Beck, il dottor Nicky, usando l'alias di Paul. Gli parla di come il suo rapporto con "Renaldo" (in realtà Beck) stava procedendo bene dopo la morte di Peach un mese prima, successivamente deteriorandosi lentamente. Con Beck che diventa sempre più lunatica, distante e riservata, Joe riprende a pedinarla ma viene sorpreso dalla donna e l'accusa di tradirlo con il suo terapista, portando Beck a rompere con lui. Nel presente, Joe ascolta una delle sessioni di terapia di Beck sul computer di Nicky e capisce che sta meglio senza di lui. Pertanto le dice quello che vuole sentirsi dire e la lascia andare.
- Special guest star: John Stamos (Dr. Nicky).
- Guest star: Nicole Kang (Lynn), Natalie Paul (Karen Minty), Daniel Cosgrove (Ron), Hari Nef (Blythe), Ambyr Childers (Candace) e Michael Maize (agente Nico).
- Ascolti USA: telespettatori 623 000 – rating 18-49 anni 0,2%[9]

## Sono tuo, baby
- Titolo originale: You Got Me, Babe Galaxy
- Diretto da: Erin Feeley
- Scritto da: Caroline Kepnes

### Trama
Tre mesi dopo la rottura tra lui e Beck, Joe esce felicemente con Karen e la storia di Beck riguardo alla morte di Peach le ha procurato un contratto. Beck inizia a sentire la mancanza di Joe e, dopo averlo incontrato, inizia nuovamente a mandargli dei messaggi. Sia Beck che Joe si affidano a Nicky: Beck nega di stare flirtando con l'ex ma è sicura che Karen sia sbagliata per lui, mentre Joe inizia a confrontare il suo nuovo amore, "Brad" (Karen) con l'ex Renaldo (Beck). Joe e Beck si riavvicinano quando aiutano Blythe a trasferirsi con Ethan e finiscono a letto assieme. In lacrime, la donna ammette a Joe che ora sa quanto lui vada bene per lei ma temeva di averne bisogno. Joe rompe con Karen e torna a visitare Beck che accetta di rimettersi con lui. Karen affronta quindi la ragazza, facendola diventare sospettosa riguardo al passato di Joe.
- Special guest star: John Stamos (Dr. Nicky).
- Guest star: Nicole Kang (Lynn), Daniel Cosgrove (Ron), Victoria Cartagena (Claudia), Natalie Paul (Karen Minty) e Hari Nef (Blythe).
- Ascolti USA: telespettatori 488 000 – rating 18-49 anni 0,1%[10]

## Candace
- Titolo originale: Candace
- Diretto da: Martha Mitchell
- Scritto da: Kelli Breslin e Michael Foley

### Trama
Joe ricorda la sua ex, Candace, che lo tradiva con Elijah, e che proprio Joe portò successivamente alla morte. Nel frattempo, dato che Joe non vuole parlarle di Candace, Beck inizia le sue indagini per scoprire cos'è successo alla donna e perché nessuno ha avuto più sue notizie. Quando i suoi sforzi portano a un vicolo cieco, Beck si confronta con Joe che le spiega tutto con sua grande soddisfazione. Joe porta la ragazza dall'uomo che lo adottò quando era piccolo, Mooney, il quale ha avuto un ictus e non è più in grado di comunicare, e che era anche l'originario proprietario della sua libreria. Joe scopre che Beck ha avuto una relazione con il dottor Nicky e la donna lo confessa, spiegandogli però che è successo prima che gli dicesse di amarlo. Dopo qualcosa che le ha detto Paco, Beck scopre il nascondiglio segreto di Joe sul soffitto del bagno e resta inorridita nel trovare il suo vecchio cellulare (che Joe le aveva detto fosse rimasto distrutto dopo l'incidente della metropolitana), quelli di Benji e Peach e altri macabri trofei e prove dei suoi delitti. Quando Joe si rende conto che Beck l'ha scoperto, la blocca nella cella nel seminterrato della sua libreria.
- Special guest star: John Stamos (Dr. Nicky).
- Guest star: Nicole Kang (Lynn), Kathryn Gallagher (Annika), Mark Blum (Ivan Mooney), Ambyr Childers (Candace) e Esteban Benito (Elijah Thornton).
- Ascolti USA: telespettatori 470 000 – rating 18-49 anni 0,1%[11]

## Il castello di Barbablu
- Titolo originale: Bluebeard's Castle
- Diretto da: Marcos Siega
- Scritto da: Sera Gamble e Neil Reynolds

### Trama
Joe apprende da Annika e Lynn che la famiglia di Peach ha assunto un investigatore privato per indagare sulla morte della figlia. La prigionia spinge Beck a scrivere delle azioni che l'hanno portata alla situazione attuale, suggerendo a Joe di usare il dottor Nicky come capro espiatorio per i suoi crimini. Ron manda Claudia in ospedale, ma riesce a non farsi denunciare minacciandola di toglierle la custodia del figlio sfruttando il suo ruolo nella polizia. Joe uccide l'uomo per proteggere Paco e spiega a Beck le sue motivazioni per gli omicidi di Benji e Peach, relazionandoli con gli abusi infantili subiti da parte di Mooney. La donna sembra empatizzare per lui ed essergli riconoscente per le sue azioni; poi lo attira nel caveau e lo rinchiude dentro, rivelando di aver finto per poter essere liberata. Ancora intrappolata nel seminterrato, chiede aiuto a Paco che però pensa abbia saputo di Ron e se ne va. Poco dopo, Joe esce dalla cella e uccide Beck. Quattro mesi dopo, Joe ha usato gli scritti della donna per incastrare Nicky di tutti i suoi omicidi. Claudia e Paco si trasferiscono in California e Joe resta sbalordito nel ricevere una visita di Candace.
- Special guest star: John Stamos (Dr. Nicky).
- Guest star: Michael Park (Edward Beck), Mark Blum (Ivan Mooney), Daniel Cosgrove (Ron), Victoria Cartagena (Claudia), Hari Nef (Blythe), Ambyr Childers (Candace), Nicole Kang (Lynn) e Kathryn Gallagher (Annika).
- Ascolti USA: telespettatori 526 000 – rating 18-49 anni 0,2%[12]